# دقائق كبريتية نحاسية أحادية الخلية
دقائق كبريتية نحاسية أحادية الخلية (الاسم العلمي: Thiomonas cuprina) هي نوع من البكتيريا، سلبية الغرام، تتبع جنس الدقائق كبريتية أحادية الخلية.